# Абісинське золото

Залежність кольору сплаву Ag-Au-Cu від процентного вмісту, металів

Абісинське золото — стійкий до корозії мідний сплав, що імітує золото за кольором; містить 88% Cu, 11,5% Zn і 0,5% Au. Додавання 0,5% Au сприяє тривалішому збереженню блиску без потемніння. За іншими джерелами можна знайти такі рецептури:
- 90% міді, 8 ⅓% цинку і 0,08...1% золота[2][3];
- 72% міді, 27% цинку і 1% золота[4];
- 84...94% міді, 6...12% цинку, 0,5...1,5% золота і 1% олова[5]

Назву сплав отримав через те, що вперше був створений в Абісинії (Ефіопії). Широко використовувався у XIX-му столітті для виготовлення ювелірних виробів (біжутерії).
Абісинське золото часто ототожнюють із «Talmigold» (або французьке золото), яке має подібний склад.